# Lohbach (Hörder Bach)
Der Lohbach  ist ein etwas über 4 Kilometer langer, südlicher und orografisch linker Zufluss des Hörder Bachs in Nordrhein-Westfalen, der im Kreis Unna und in Dortmund verläuft. 

## Geographie

### Verlauf

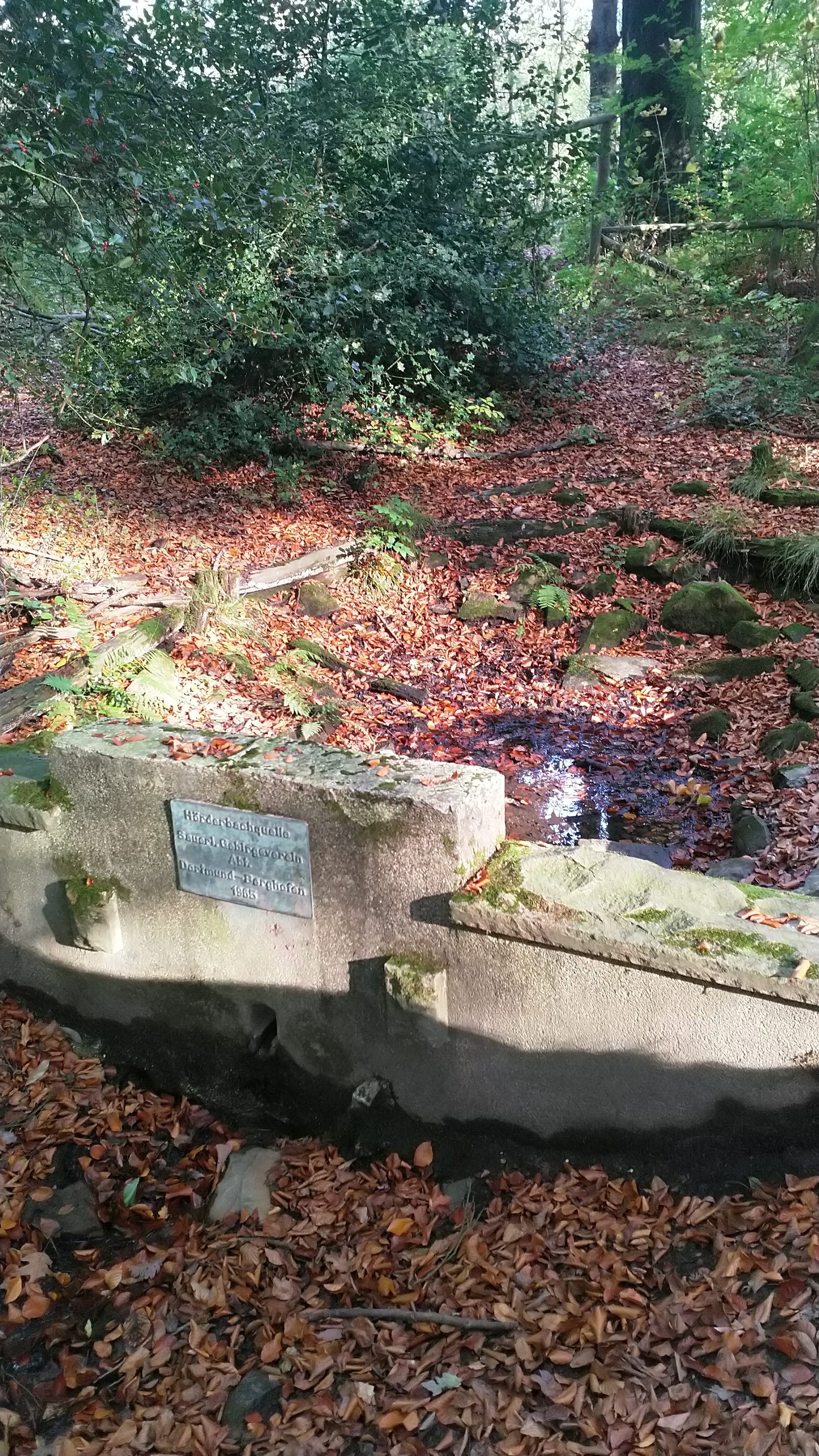
Quelle des Lohbachs

Der Lohbach entspringt auf dem Gebiet der Stadt Schwerte auf einer Höhe von etwa 198 m ü. NHN im Schwerter Wald etwa 300 m südsüdwestlich von Aplerbecker Mark, Seine Quelle liegt im Landschaftsschutzgebiet Schwerter Wald, knapp 100 m westlich der B 236, die dort auch Hörder Straße genannt wird. Neben der Quelle ist eine Texttafel des Sauerländischen Gebirgsvereins – Abteilung Dortmund-Berghofen aus dem Jahr 1965 angebracht, auf der die Quelle als Hörderbachquelle bezeichnet wird.
Nach einem kurzen Bogen auf Schwerter Gebiet fließt er Richtung Norden bis Berghofen und biegt dann in Richtung Westen ab. Kurz vor der Rubinstraße fließt ihm linksseitig der Heimatbach zu. Im weiteren Verlauf liegt der Bach in einem Waldstreifen und Sumpfgebiet, wo ihm linksseitig ein namenloser Bach zufließt (bei km 2,7). Hier ist der Bach auch namensgebend für die Straßen Am Lohbach, In der Lohwiese und Am Lohbachhang. Kurz vor Straße An der Goymark fließt er von links in den Hörder Bach.

### Zuflüsse
Zuflüsse des Lohbachs sind (mit Längenangabe der Zuflüsse von deren Quelle bis zu deren Mündung in den Lohbach):
- Hermelinsiepen (links), 0,2 km
- Hüllbergsiepen (links), 0,3 km
- Grenzwallbach (rechts), 0,5 km
- Berghofsiepen (rechts), 0,2 km
- Heimatbach (links), (über den Maulwurfsiepen) 1,7 km
- Pappelgraben (rechts), 0,4 km
- Mönninghofsiepen (links), 0,7 km
- Mühlenhofsiepen (links), 0,3 km
- Steffenhofgraben (links), 0,3 km